# Boško Prodanović
Boško Prodanović (Otocsán, 1943. augusztus 1. – Belgrád, 2024. április 16.) jugoszláv válogatott szerb labdarúgó, csatár, edző.

## Pályafutása

### Klubcsapatban
1964 és 1971 között az FK Sarajevo labdarúgója volt, ahol egy jugoszláv bajnoki címet szerzett. 1972-ben a Radnički Kragujevac csapatában fejezte be az aktív játékot.

### A válogatottban
1968-ban egy alkalommal szerepelt a jugoszláv válogatottban.

### Edzőként
1995–96-ban a Napredak Kruševac, 1997-ben az FK Obilić vezetőedzőjeként tevékenykedett.

## Sikerei, díjai
FK Sarajevo
- Jugoszláv bajnokság
  - bajnok: 1966–67
- Jugoszláv kupa
  - döntős: 1967

## Statisztika

### Mérkőzése a jugoszláv válogatottban
| Jugoszlávia | Jugoszlávia      | Jugoszlávia          | Jugoszlávia | Jugoszlávia | Jugoszlávia | Jugoszlávia | Jugoszlávia | Jugoszlávia |
| #           | Dátum            | Helyszín             | Hazai       | Eredmény    | Vendég      | Kiírás      | Gólok       | Esemény     |
| ----------- | ---------------- | -------------------- | ----------- | ----------- | ----------- | ----------- | ----------- | ----------- |
| 1.          | 1968. június 25. | Belgrád, JNA Stadion | Jugoszlávia | 0 – 2       | Brazília    | barátságos  | -           |             |
|             | Összesen         |                      |             | 1           | mérkőzés    |             | 0           | gól         |